# Am I Right?
Am I Right? es el segundo EP publicado del dueto inglés de música electrónica Erasure, lanzado en 1991.
Este sencillo es una canción compuesta por Vince Clarke y Andy Bell.

## Descripción
Am I Right? fue el tercer corte de difusión del álbum Chorus. Este EP llegó al puesto 15 en el ranking británico.

## Lista de temas
Compact Disc (CDMUTE134) / (INT 826.989)
1. «Am I Right?» 4:18
2. «Let It Flow» 4:23
3. «Waiting For Sex» 4:06
4. «Carry On Clangers» 4:02

12″ Vinilo (12MUTE134) / (INT 126.989)
1. «Am I Right?» (Dave Bascombe Remix) 4:18
2. «Carry On Clangers» 4:02
3. «Let It Flow» 4:23
4. «Waiting For Sex» 4:06

7″ Vinilo (MUTE134) / (INT 111.894)
1. «Am I Right?» 4:18
2. «Carry On Clangers» (Edited) 3:05
3. «Let It Flow» 4:23
4. «Waiting For Sex» (Edited) 3:20

Casete (CMUTE134)
1. «Am I Right?» 4:18
2. «Carry On Clangers» (Edited) 3:05
3. «Let It Flow» 4:23
4. «Waiting For Sex» (Edited) 3:20

## Créditos
Let It Flow, Waiting For Sex y el instrumental Carry On Clangers fueron todos escritos por (Clarke/Bell).

## Datos adicionales
El video de Am I Right? fue filmado en Ámsterdam y muestra a Andy caminando por la ciudad y sentándose a los pies del Homomonument, monumento ha dedicado a los gais y lesbianas que fueron víctimas de persecución.

## Am I Right? Limited edition
En enero de 1992, se publicó un segundo EP, con una diferencia lista de temas y que se ubicó en el puesto 22 de las listas inglesas.

En algunas escasas ediciones en vinilo, aparece la canción B3, un tema muy buscado por los fanes y que solo apareció en CD, muchos años después, en 2001, en las cajas recopilatorias.

## Lista de temas
Compact Disc (LCDMUTE134) / (INT 826.990)
1. «Am I Right?» (The Grid Mix) 6:40
2. «Love To Hate You» (LFO Modulated Filter Mix) 5:57
3. «Chorus» (Vegan Mix) 5:28
4. «Perfect Stranger» (Versión acústica) 2:10

12″ Vinilo (L12MUTE134) / (INT 126.990)
1. «Am I Right?» (The Grid Mix) 6:40
2. «Love To Hate You» (LFO Modulated Filter Mix) 5:57
3. «Chorus» (Vegan Mix) -remezclado por Moby- 5:28
4. «B3» 4:16

## Créditos
El instrumental B3 fue escrito por (Clarke/Bell).